# ホフディラン
ホフディラン (英語: Hoff Dylan) は、ワタナベイビーと小宮山雄飛からなる日本の音楽ユニットである。略称は「ホフ」。1996年にデビュー、2002年に活動休止となったが、2006年に活動を再開。
ユニット名は、ボブ・ディランと、知り合いに保父（現・保育士）がいたことに由来している。

## メンバー
- ワタナベイビー（1968年10月17日（56歳） - A型）
ボーカル／ギター　本名、渡辺慎（わたなべ しん）。東京都練馬区大泉学園出身、浅草在住。玉川大学中退。デビュー当初「シン・ワタナベイビー」を名乗っていた。
- 小宮山雄飛（こみやま ゆうひ、1973年8月14日（51歳） - AB型）
ボーカル／キーボード　東京都渋谷区出身[4]。港区立青南小学校-成城学園-成城大学卒業。デビュー当初は「テンフィンガー・ユウヒ」と名乗っていた[5]。

## バックバンド (BEST3)
「この上なくダサい名前を付けよう」というコンセプトから命名される。
田中元尚（タナカゲンショー）
ドラム 元ブルー・トニック。 現在はハンバーガーズなどに在籍。渋谷でBEAT CAFEというロックバーも経営。
北田万紀（キタダマキ）　
ベース Syrup16g。
堀内順也（ホリウチジュンヤ）
ギター 小宮山の大学時代からの友人。

## 経歴
1987年、渡辺が保父だった友人とバンドを結成を試みるが、未遂に終わる。
1994年11月8日、TOKYO No.1 SOUL SETの前座を務めることとなり、渋谷CLUB QUATTROで初ライブを敢行する。小宮山との現在の形になり、下北沢を中心としたライブ活動を展開する。
1996年7月3日にシングル『スマイル』でポニーキャニオンよりメジャーデビュー。12月16日に1stアルバム『多摩川レコード』をリリース。
1997年8月20日に2ndアルバム『Washington,C.D.』を発売し、オリコンチャートで自身初のトップ10入りとなった。
1998年12月29日、初の日本武道館公演「極楽はここだ！！」を開催。
2000年、レコード会社を日本コロムビアに移籍。
2001年1月10日、ポニーキャニオン時代のシングルをまとめた初のベスト・アルバム『JAILHOUSE HITS』を発売。
2002年11月1日、日本コロムビアの曲が中心のベストアルバム『OFF DYLAN』を発売。11月12日、活動休止を発表。それぞれソロ活動に専念する。
メジャーデビュー10周年となる2006年9月30日に日比谷野外音楽堂で活動再開の復活ライブが行われた。その後、COUNTDOWN JAPANなど各イベントへ出演。
2007年5月2日、Shibuya O-Eastにて活動再開後初となるワンマンライブを開催。チケットは完売し、ライブの模様はMUSIC ON! TVで生中継された。6月21日、アルバム『遠距離恋愛は続いた!!』をリリース。
2012年9月22日から2人きりの全国ライブツアー「ホ二人旅」を開催。
2016年、ボブ・ディランのノーベル文学賞授賞が発表されると、小宮山のTwitterアカウントにはジョーク交じりの祝福コメントが寄せられ、テレビ局からも取材を受けたという。なお、同年末からのツアータイトルもこれにちなみ「ノーベル音楽SHOW」となった。
2017年7月2日、TSUTAYA O-EASTで開催した「ホフディラン 20周年最後の晩餐」と称したライブ内で古巣ポニーキャニオンからメジャー復帰すると発表。10月18日、『帰ってきたホフディラン』をリリース。同日、廃盤となっていたオリジナル・アルバム5作品が収録音源にリマスタリングを施し、未発表曲などを収録した特典ディスクとの2枚組仕様で再発。

## ディスコグラフィー

### オムニバス
| リリース日     | タイトル                                                                              | 規格品番                          | 収録曲                            |
| -------------- | ------------------------------------------------------------------------------------- | --------------------------------- | --------------------------------- |
| 1996年12月16日 | 遠藤賢司トリビュートアルバム「プログレマン」                                          | PCCA-01054                        | 続東京ワッショイ                  |
| 1997年11月19日 | SPARKLING                                                                             | PCCA-01148                        | 恋はいつも幻のように              |
| 1998年11月6日  | We Love Mickey -Happy 70th Anniversary-                                               | PCCD-00244                        | ピーターパン～「きみもとべるよ!」 |
| 2002年5月29日  | ジョージ・ハリスントリビュートアルバム「Gentle Guitar Dreams」                        | AMCM-10021                        | OT MY MIND SET ON YOU             |
| 2002年10月9日  | あろは~aloha all casts presents“12 smile&pray”                                        | SRCL-5431                         | ガンダーラ                        |
| 2004年12月8日  | 802 HEAVY ROTATIONS ～J-HITS COMPLETE '94-'96                                         | MHCL-439                          | スマイル                          |
| 2006年6月7日   | フジテレビ「めざましテレビ」39キャンペーン ポニーキャニオン盤 Thank You～ありがとう～ | PCCA-02263                        | マフラーありがとう                |
| 2007年10月17日 | Rock for Baby                                                                         | KSCL-1212                         | ヤセタンとコロンタン 七つの子     |
| 2008年2月2日   | 吉田拓郎トリビュート～結婚しようよ～                                                  | TECI-1170                         | となりの町のお嬢さん              |
| 2008年2月6日   | 鈴木亜美「DOLCE」                                                                     | AVCD-23431 AVCD-23432B AVCD-23433 | 2人はPOP                          |
| 2009年6月3日   | UKULELE PICNIC ～10th Anniversary～                                                   | GNCL-1205                         | ニューピース                      |
| 2009年6月26日  | DJやついいちろう「DJやついいちろう 1」                                                | VICL-63348                        | summer time POP!                  |

## 映像作品

### ワタナベイビー プロデュース 海賊DVD
1. 13年の金曜日 (海賊版DVD) (2009年7月3日)
2. ゆるゆるライブ　浅草～渋谷 (2009年12月15日)
Hey!お嬢さん / サッポロヘヴィ / エビステーマ / SUPER No More War / 祭囃子 / 世界は歌う / 今そこにある未来 / HAPPY / うるせェ！だまれ / ホフディランのテーマ　リプライズ / キミのカオ / 日曜日の食事 / 悩める球体 / サッポロちゃん / サガラミドリさん / フラット / こんな僕ですが / 恋カモン / SUPER DRY / 雨上がりの夜空に / TOKYO CURRY LIFE
3. 語って語ってホフディラン (2010年11月4日)

## タイアップ一覧
| 使用年 | 曲名                 | タイアップ                                                                                         |
| ------ | -------------------- | -------------------------------------------------------------------------------------------------- |
| 1996年 | スマイル             | フジテレビ系アニメ『こちら葛飾区亀有公園前派出所』エンディングテーマ（第1話 - 第12話）             |
| 1996年 | スマイル             | ティースマイル CMソング                                                                            |
| 1997年 | 恋はいつも幻のように | 日本コカ・コーラ「コカ・コーラ ライト」CMソング                                                    |
| 1997年 | コジコジ銀座         | TBS系アニメ『さくらももこ劇場 コジコジ』オープニングテーマ                                         |
| 1998年 | 遠距離恋愛は続く     | 日本コカ・コーラ「コカ・コーラ ライト」CMソング                                                    |
| 1998年 | 遠距離恋愛は続く     | ABCテレビ『リビドーの乱』オープニングテーマ                                                        |
| 1998年 | 極楽はどこだ         | フジテレビ系『空飛ぶ!ネプTビビ』オープニングテーマ                                                 |
| 1999年 | STAND                | ディズニー映画『バグズ・ライフ』イメージソング                                                     |
| 1999年 | STAND                | フジテレビ系『ポンキッキーズ』P-kiesメロディ                                                       |
| 2000年 | 長い秘密             | TBS系『日立 世界・ふしぎ発見!』エンディングテーマ                                                  |
| 2000年 | Flower               | フジテレビ系『東京ビッグショット』エンディングテーマ                                               |
| 2008年 | 恋人たち             | 日本テレビ系『音燃え!』オープニングテーマ                                                          |
| 2008年 | ニューピース         | 花王「ふんわりニュービーズ」CMソング                                                               |
| 2010年 | 恋はいつも幻のように | テレビ東京系ドラマ24『モテキ』第3話モテ曲                                                          |
| 2011年 | ホフ&ピース          | 日本テレビ系『誰だって波瀾爆笑』エンディングテーマ                                                 |
| 2012年 | 僕のクロネコちゃん   | DVD『にゃんこんと2 ～キャット驚くオモシロねこ動画 ホントはこんなこと言ってたりして～』テーマソング |
| 2012年 | 幸せのニュース       | 日本テレビ系『PON!』エンディングテーマ                                                             |
| 2013年 | いい事あるぜ!        | 全国SMT（松竹マルチプレックスシアターズ）映画上映前ポリシーシネマショートフィルム使用曲            |
| 2013年 | 映画の中へ           | 全国SMT（松竹マルチプレックスシアターズ）映画上映前ポリシーシネマショートフィルム使用曲            |
| 2015年 | 愛しあって世界は回る | 食と旅のフーディーズTV『小宮山雄飛のTHE FOODIES』エンディングテーマ                                |
| 2015年 | 愛しあって世界は回る | BSフジ『小山薫堂 東京会議』エンディングテーマ                                                      |
| 2015年 | 愛しあって世界は回る | BSフジ『カンニングのDAI安吉日!』エンディングテーマ                                                 |
| 2020年 | デジャデジャブーブー | 日本テレビ系『ぶらり途中下車の旅』2020年4月〜6月度テーマ曲                                         |
| 2020年 | 風の誘いで           | 日本テレビ系『ぶらり途中下車の旅』2020年7月〜9月度テーマ曲                                         |
| 2022年 | ココカラ銀座         | アサヒグループ食品「ココカラケア」TV-CMソング                                                      |

## メディア

### ラジオ
- オールナイトニッポン（木曜2部　1997年4月～1997年10月2日）-ニッポン放送
- ラジオ・デル・チャップリン -ベイエフエム
- Across The View -J-WAVE

### テレビ
- シャキーン!「給食のほそみち」（2018年、Eテレ）
- 有吉の壁（2021年、日本テレビ放送網）[31]
- ラヴィット!（2023年11月7日、TBS）

### CM曲
- 携帯PHS11桁（1998年 - 1999年、郵政省）
- 置き型ファブリーズ　ハッピーファクトリー編（2009年 - 、プロクター・アンド・ギャンブル・ジャパン（現P&Gジャパン））

## ミュージックビデオ
| 監督       | 曲名                                                                                |
| ---------- | ----------------------------------------------------------------------------------- |
| 小島淳二   | 「SEASON」「ふさわしい人」                                                          |
| 小宮山雄飛 | 「ドライブ」「欲望（40th Anniversary Live Ver.）」「恋人たち」                      |
| 信藤三雄   | 「MY THING」「TO THE WORLD」「はじまりの恋」「長い秘密」                            |
| UGICHIN    | 「キミのカオ」「遠距離恋愛は続く」「恋はいつも幻のように」                          |
| 山口保幸   | 「GET READY!!」                                                                     |
| 不明       | 「STAND」「スマイル」「ニューピース」「マフラーをよろしく」「極楽はどこだ」「欲望」 |

## ソロ活動

### ワタナベイビー（渡辺慎）

#### オムニバス
| 発売日                        | タイトル                                             | 規格品番                | 備考                                                                                           |
| ----------------------------- | ---------------------------------------------------- | ----------------------- | ---------------------------------------------------------------------------------------------- |
| 2000年7月1日                  | P-kies 20th Century New Trax                         | PCCG-00526              | フジテレビ「ポンキッキーズ」楽曲カバー盤、「いっぽんでもニンジン」「みんなともだち」参加       |
| 2003年06月11日                | ウクレレ・ビートルズ                                 | PICL-1273               | 「MICHELLE」参加                                                                               |
| 2003年11月27日                | ウクレレ・レノン                                     | PICL-1284               | 「Oh My Love」参加                                                                             |
| 2005年12月02日 2006年01月26日 | 不思議な六月の夜                                     | FUSHIGI-001 FUSHIGI-002 | 「恋かしら」収録、「不思議な六月の夜」に参加                                                   |
| 2006年07月26日                | 「男はソレを我慢できない」オリジナルサウンドトラック | AZZL-10002              | 恋の☆散歩道                                                                                    |
| 2006年10月15日                | 不思議な六月の夜 その2                               | FUSHIGI-003             | 「味方でいてね(「ブランニューなことさ」の歌詞違い)」「恋かしら2006」収録、「もものうた」に参加 |
| 2009年06月03日                | UKULELE PICNIC ～10th Anniversary～                  | GNCL-1205               | 下を向いて歩こう                                                                               |
| 2012年06月04日                | 不思議な巌流島ライブ～秋のお楽しみツアー～           | FUSHIGI-0004            | 恋する年頃                                                                                     |

#### ビデオ/DVD
1. 月刊ワタナベイビー（2005年頃）
SET YOU FREEから数種類販売される。監督:手塚一紀
2. 不思議な六月の夜(2006年1月)
3. 不思議な巌流島ライブ(2007年11月)

#### その他
1. なごみ・笹緑茶（1998年、日本コカ・コーラ）※渡辺がワタナベイビー名義で歌っている
2. フロントラインプラステレビCMソング（2006年、メリアル・ジャパン）
3. ミスタードーナツテレビCMソング（2006年、ダスキン）
4. エコロードキャンペーンソング（2007年、国土交通省）
5. スズキ・アルトラパン（2009年 - 、スズキ）※渡辺が口笛を担当
6. カントリーマアムテレビCMソング（2016年、不二家）※渡辺が歌唱を担当[35]
7. ケアリーヴ治す力「Hello！家族想いの絆創膏」篇 テレビCMソング（2022年7月15日 - 、ニチバン）[36]

### Baby&CIDER≡（ワタナベイビー・かせきさいだぁ≡）

#### オムニバス
| 発売日        | タイトル              | 規格品番   | 備考                                                         |
| ------------- | --------------------- | ---------- | ------------------------------------------------------------ |
| 2004年6月23日 | THE UKULELE BEATLES 2 | GNCL-1010  | Eight Days A Week                                            |
| 2010年3月24日 | JAMMIN' with CHOPIN   | VPCC-84441 | ショパンにありったけ（練習曲第3番ホ長調Op.10-3「別れの曲」） |

#### その他
1. エビス<ザ・ホップ> CM（2007年、サッポロビール） - 本人ら出演および「第三の男」歌唱

## 主なライブ

### ワンマンライブ・主催イベント
- 1997年 - <ホフディランですよ!> 感動 感動 また感動
- 1998年 - 極楽はここだ！！  ※初の日本武道館公演。
- 2007年 - ASAHI SUPER DRY The LIVE ホフディランですよ!復活復活また復活
- 2009年 - 95%のお客さんがまた来たい!と言っているツアー
- 2011年07月03日 - ホフディラン デビュー15周年記念ライブ 『15年の日曜日』
- 2011年12月10日 - ホフディランワンマンライブ <2011冬・新曲披露会>
- 2012年04月 - ホフディラン ワンマンライブ 『プレツアープラトン』
- 2012年05月〜06月 - 『2PLATOONS』リリースツアー『ツアープラトン』
- 2012年09月〜12月 - ホ二人旅2012
- 2013年01月〜02月 - ホ二人旅2013
- 2013年05月20日 - 春のベースまつり2013
- 2013年 - 秋のドラムまつり2013
- 2014年 - 春のベースまつり2014
- 2014年 - 秋のドラムまつり2014
- 2015年02月13日・27日 - ホフディラン<通常版2015>
- 2015年05月24日 - 春のベースまつり2015
- 2015年 - ホ二人＋ドラムまつり2015
- 2015年 - ホ二人旅2015
- 2016年12月 - デビュー20周年記念ツアー「ノーベル音楽SHOW」※タイトルは同年のボブ・ディランノーベル文学賞受賞にちなむ。
- 2017年7月2日 - ホフディラン<20周年最後の晩餐>
- 2017年9月2日 - HMV GET BACK SESSION ホフディラン「多摩川レコード」LIVE
- 2017年10月17日 - ホフディラン「帰ってきたホフディラン」リリース記念イベント ミニライブ&サイン会
- 2017年11月19日〜11月26日 - 帰ってくるホフディラン
- 2018年3月22日〜5月5日 - ふたたび帰ってくる!ホフディラン
- 2018年5月14日 - ホフディラン 春のベースまつり 2018
- 2018年7月3日 - 「Washington,C.D.(ワシントンCD)」完全再現ライブ
- 2018年10月17日 - ホフディラン企画「ワタナベイビー生誕50周年記念ライブ～史上初!50歳のベイビー誕生～」
- 2019年3月2日〜3月10日 - ホフディラン×カジヒデキ・スプリットツアー<短パンの乱>
- 2019年5月28日 - ホフディラン 春のベースまつり 2019
- 2020年1月18日〜2月22日 - ホ二人旅2020
- 2021年1月26日 - ホフディラン スマイルで始める2021（二部制）
- 2021年3月7日 - ホ二人旅 2021
- 2021年5月12日 - ホフディラン 春のベースまつり2021
- 2021年7月3日 - ホフディランですよ!スマイル スマイル またスマイル
- 2021年8月7日 - ホフディランとマシロメグミ
- 2021年8月28日 - ホフディランスペシャル2021 at 大阪
- 2021年10月2日 - ホフディランとタナカゲンショウ
- 2021年12月26日 - ホフディラン スマイルで締めくくる2021
- 2022年5月10日 - ホフディラン 春のベースまつり2022
- 2022年7月3日 - ホフディラン 26 Pro
- 2022年12月25日 - Island CDリリース記念ワンマンライブ「花」
- 2023年2月10日 - ロマンティック伝説23
- 2023年5月10日 - ホフディラン 春のベースまつり2023
- 2023年5月20日 - ホ二人旅2023 虎ノ門編1週目
- 2023年5月27日 - ホ二人旅2023 虎ノ門編2週目
- 2023年7月2日 - ホフディラン27周年! 小宮山雄飛40代最後の晩餐
- 2023年11月22日 - ホフディラン 初のビルボードライブ
- 2023年12月23日 - ホフディランと中村一義2023
- 2024年1月14日 - 2024 ホフディラン ファンの集い トーク＆ライブ 90min
- 2024年3月1日 - ロマンティック伝説24
- 2024年4月14日 - 2024 ホフディラン ファンの集い トーク＆ライブ&じゃんけん 90min
- 2024年5月14日 - ホフディラン 春のベースまつり2024
- 2024年7月5日 - ホフ＆フードフェスティバル2024
- 2024年8月14日 - 小宮山雄飛・50歳誕生記念オンラインライブ(ファンクラブ限定)
- 2024年12月21日 - 2024年のホフディラン

### 更新停止
- ベビースター ワタナベイビー公認サイト